# Resolve (groupe de metal)
Pour les autres significations, voir Resolve.
Resolve est un groupe de metalcore français, originaire de Lyon.

## Historique
En 2016, Robin Mariat (basse), Aurélien Mariat (guitare), et Nathan Mariat (batterie) décident de clore le chapitre Above The North, leur précédent groupe. Ils se mettent en quête d'un chanteur, qu'ils trouvent en la personne d'Anthony Diliberto alors chanteur du groupe Happening.
Le groupe publie son premier titre Exposed le 19 février 2017 et donne son premier concert le 13 juin 2017 au Longlive Rockfest au Transbordeur à Lyon. Le titre fera partie de l'EP Rêverie qui sortira le 13 octobre de la même année et sera joué sur scène lors d'une cinquantaine de dates
Le 3 août 2018, le groupe publie un nouvel EP, appelé Stripped Down Sessions, reprennant 3 morceaux de Rêverie réimaginés dans des versions plus calmes, ainsi qu'une reprise de Best of You du groupe Foo Fighters.
À l'automne 2018, Aurélien Mariat quitte le poste de guitariste afin de se concentrer sur d'autres projets, notamment la réalisation des clips du groupe. Resolve continue alors en trio pour la composition de leur premier album, Anthony Diliberto enregistrant les guitares, mais se produisent toujours sur scène comme quatuor, avec notamment Antonin Carré au poste de guitariste session à partir 2020.
Between Me And The Machine, le premier album du groupe sort le 26 novembre 2021.
Pour contrer l'absence de tournées dues aux restrictions COVID-19, le groupe organise avec LANDMVRKS et Glassbone un concert filmé et retransmis sur Youtube le 2 juin 2021.
Le 29 mars 2022 Antonin rejoint officiellement le groupe au poste de guitariste. Le quatuor nouvellement formé enchaine les dates avec notamment une tournée française en tête d'affiche en mars 2022, puis européenne en première partie de LANDMVRKS, au Royaume-Uni avec Oceans Ate Alaska, en Allemagne avec CALIBAN, puis en 2023 à travers toute l'Europe en co-tête d'affiche avec les Danois de Siamese (band) (en) .
Le groupe se produit en concert lors de l'édition 2023 du Hellfest. On les retrouve également à l'affiche du Resurrection Fest la même année.
Le deuxième album du groupe, Human, est sorti le 15 septembre 2023.
Le groupe entreprend alors une nouvelle tournée française à partir de septembre 2023 pour promouvoir leur nouvel album. On les retrouve également une nouvelle fois en Europe au côté des Français de Rise of the Northstar en novembre 2023.
En mai 2024, Resolve entreprend sa premiere tournée européenne en tête d'affiche, intitulée HUMAN EU/UK Tour.
Durant l'été 2024, le groupe assure les premières parties de groupes comme Underoath à la Machine du Moulin Rouge à Paris, Silverstein en Allemagne ou encore Erra.
Ils se produisent également a l'édition 2024 du Full Force festival en Allemagne, ou encore le festival Cabaret Vert et Motocultor, en août de la même année.
Le groupe a annoncé faire la première partie de While She Sleeps à travers l'Europe et le Royaume-Uni en novembre 2024.
Le 4 septembre, Resolve annonce l'édition deluxe de leur second album intitulée "Human Extended Cut", où figure leur single "Molotov", sorti le 4 septembre 2024.
En parallèle, ils tournent une nouvelle fois en France en tête d'affiche tout le mois de septembre 2024.

## Membres
- Anthony Diliberto (Chant)
- Robin Mariat (Basse)
- Nathan Mariat (Batterie)
- Antonin Carré (Guitare)

## Discographie
- 2017: Rêverie (EP)
- 2018: Stripped Down Sessions (EP)
- 2021: Between Me And The Machine (LP)
- 2023: Human (LP)